# 52. Nemzetközi Eucharisztikus Kongresszus
Mennyei Atyánk, minden élet forrása!

Küldd el Szentlelkedet,

hogy az önmagát értünk feláldozó

és az Oltáriszentségben velünk lévő Krisztust

felismerjük és egyre jobban szeressük!

Ő Urunk és Mesterünk, barátunk és táplálékunk,

orvosunk és békességünk.

Adj bátorságot, hogy az ő erejét és örömét

elvigyük minden emberhez!

Add, hogy a készület ideje

és az Eucharisztikus Kongresszus ünneplése

egész hívő közösségünk, fővárosunk, népünk,

Európa és a világ lelki megújulására szolgáljon!

Ámen
Az 52. Nemzetközi Eucharisztikus Kongresszust (52. Eucharisztikus világkongresszus; rövidítve NEK, IEC2020) eredetileg 2020. szeptember 13–20. között készültek megtartani Budapesten. Az egészségügyi krízisre való tekintettel a kongresszust 2021 szeptemberére (5–12.) halasztották. Az 1881 óta rendszeresen (az utóbbi időben négyévente) megszervezett egyhetes nemzetközi rendezvényen a katolikus egyház tanítása szerint az oltáriszentségben jelen lévő Jézus Krisztust hirdetik és ünneplik.
Magyarországon 1938 májusában tartották a 34. Eucharisztikus Világkongresszust, így a 2021-es esemény a második ilyen alkalom volt. Erdő Péter bíboros, esztergom-budapesti érsek úgy nyilatkozott, hogy a magyar katolikus egyház számára óriási jelentőséggel bírt a kongresszus budapesti megrendezése, „bemutatkozás a világ előtt és nemcsak a világegyház, hanem a civil világ előtt is”.
Az esemény alkalmával Magyarországra érkezett Ferenc pápa, aki a záró misét celebrálta. Utoljára 2000-ben vett részt személyesen a katolikus egyházfő az Eucharisztikus Kongresszuson, Magyarországon pedig 1996-ban járt utoljára pápa.

## Előkészületek
A 2016. január 24. és 31. között a Fülöp-szigeteki Cebuban megtartott 51. Nemzetközi Eucharisztikus Kongresszus végén jelentette be Ferenc pápa, hogy a következő kongresszus helyszíne Budapest lesz.
Az előkészítés folyamata hivatalosan 2016 májusában Piero Marini érsek, a Nemzetközi Eucharisztikus Kongresszusok Pápai Bizottsága elnökének négynapos látogatásával kezdődött meg. A 2020-ig tartó négyéves felkészülés során teológiai bizottságot hoznak létre, meghatározzák a rendezvény témakörét és vallásos, felkészülő összejöveteleket szerveznek.
Megalakult a Budapesti Nemzetközi Eucharisztikus Kongresszus Általános Titkárság, főtitkárává Erdő Péter Fábry Kornélt, a Kaposvári egyházmegye papját nevezte ki. A titkárság ideiglenesen a budavári prímási palotában kezdi meg működését, később a Vörösmarty utcában kap helyet. A titkárság alatt nyolc albizottság alakul majd: a teológia, liturgia, művészet, gazdaság, média, programszervezés területeiért felelősek. A teológiai bizottság meghatározta a kongresszus témáját és az azt kifejező jelmondatot: „Minden forrásom belőled fakad”, amit Ferenc pápa jóváhagyott.
A lelkipásztori előkészítő bizottság egy hároméves felkészítő tematikát dolgozott ki. A felkészülési évek pünkösdtől pünkösdig tartanak.
- Az első év jelmondata: „Az Eucharisztia mint az egyéni keresztény élet forrása”, ami az Oltáriszentséggel való személyes viszonyt kívánja elősegíteni.
- A második év „Az Eucharisztia, az Egyház forrása” jelmondattal a közösség felé nyit, hiszen az egészséges közösség Krisztus-központú és gyarapodó közösség.
- A harmadik év fő feladata a misszió: „Az Eucharisztia forrás a világ számára”.

2017. június 18-án, Úrnapján a katolikus templomokban felolvasták a Magyar Katolikus Püspöki Konferencia körlevelét, melyben meghirdették a kongresszust. Erdő Péter bíboros érsek, a kongresszus elnöke és Veres András, a Püspöki Kar elnöke a körlevélben felhívták a figyelmet, hogy a Nemzetközi Eucharisztikus Kongresszus „alkalom a missziós és lelkipásztori megújulásra hazánk minden egyházmegyéjében, a szerzetes közösségekben, a lelkiségi mozgalmakban, sőt határainkon túl egész régiónkban és szerte a világon.”
Pályázatot írtak ki a NEK himnuszának megkomponálására – amelynek utalnia kell a kongresszus mottójára és témájára –, gyermekek részére nemzetközi rajzpályázatot írtak ki – amelynek pályaműveiből 2020 májusában majd kiállítást rendeznek több helyszínen –, és elkezdődött egy legalább 20 ezer főből álló gospelkórus szervezése is.
2019. május 2-án, abból az alkalomból, hogy a visszaszámlálásban 500 nap maradt hátra a Kongresszusig, egy 500 fős gyermekkórus énekelt Budapesten, a Szent István-bazilika előtt. A kórustagok pólójukon a NEK mottóját viselték: "Minden forrásom belőled fakad". Erdő Péter bíboros is jelen volt az eseményen, és sajtótájékoztatót tartott.
Budapesten május 8. és 11. között találkozót hívott össze az 52. Nemzetközi Eucharisztikus Kongresszus Általános Titkársága. A négynapos konferenciáról május 10-én tartottak sajtótájékoztatót, melyen jelen volt Piero Marini érsek, a Nemzetközi Eucharisztikus Kongresszusok Pápai Tanácsának elnöke, Vittore Boccardi, a pápai tanács titkára, Erdő Péter bíboros, prímás, esztergom-budapesti érsek, Mohos Gábor segédpüspök, Fábry Kornél, a 2020-as Nemzetközi Eucharisztikus Kongresszus (NEK) Általános Titkárságának főtitkára és Zsuffa Tünde, a NEK Általános Titkárságának sajtófőnöke és kommunikációs igazgatója.
A sajtótájékoztatón Erdő Péter elmondta, az Apostoli Szentszék hagyományos módszertanának megfelelően a Nemzetközi Eucharisztikus Kongresszusok Pápai Tanácsának tagjai és a püspöki konferenciák felelősei a kongresszust megelőző évben megtekintik a leendő rendezvény helyszíneit, előadásokon vesznek részt, ahol többek közt tájékoztatást kapnak a kongresszuson való részvétel feltételeiről. A mostani látogatás egyrészt vallási események sorozata (szentmisék, közös ima, zsolozsma), másrészt előadások keretében a résztvevők konkrét tájékoztatást kapnak többek közt a jövő őszi kongresszus biztonsági körülményeiről, az utazási feltételekről (különös tekintettel a távoli kontinensekről érkezőkre), a szervezés eddigi szakaszáról, a kongresszus előtt sorra kerülő tudományos konferenciáról. „Minden vasárnapi szentmise után közösen imádkozunk templomainkban a kongresszusért, azért, hogy ez a nagy találkozó városunk, népünk, Európa és a világ lelki megújulására szolgáljon.”
A Kongresszus megnyitása előtt egy évvel, 2019. szeptember 13-án Erdő Péter bíboros, prímás, Michael August Blume apostoli nuncius, Mohos Gábor püspök, a kongresszust előkészítő titkárság vezetője és Snell György püspök, plébános a budapesti Szent István-bazilika előtt elindított egy visszaszámláló órát, amely a Kongresszus kezdetéig hátralevő időt mutatja. Ezen a napon elkezdődött a regisztráció is a Kongresszus programjaira.

## A Kongresszus logója
A Kongresszus logójának megalkotására 2017. április 25-én pályázatot írtak ki, melyre 140-nél is több pályamű érkezett. Az elbírálást hattagú zsűri végezte, melynek tagjai:
- Erdő Péter, bíboros, prímás, esztergom-budapesti érsek
- Vittore Boccardi S.S.S., újságíró, a Nemzetközi Eucharisztikus Kongresszusok Pápai Tanácsának titkára
- Dragonits Márta, belsőépítész, az Ars Sacra Alapítvány elnöke
- Fábry Kornél, a NEK főtitkára
- Kontsek Ildikó, művészettörténész, az esztergomi Keresztény Múzeum igazgatója
- Szalay Miklós, DLA tervezőgrafikus.

Május 28-án hirdették ki, hogy a zsüri Lampert János grafikus művész alkotását választotta a NEK logójának.
A logó felső részén látható ostya és az alatta levő kehely az Oltáriszentséget jelképezi. Az ostya közepén a kereszt a Golgotát, Krisztus áldozatát ábrázolja, piros színe Jézus szeretetét és az emberekért vállalt kereszthalálát fejezi ki. Az Oltáriszentségből fakadó forrás a Kongresszus mottójául választott „Minden forrásom belőled fakad” mondatot érzékelteti. A négy vonalban aláhulló víz a négy evangélista által szétterjedő Örömhírt mutatja. A kép alsó részén hullámzó folyó az Egyház örömhírvivő tevékenységét fejezi ki és egyben a Kongresszus helyszínén, Budapesten keresztülfolyó Dunára is utal.
A logó három színe (piros, arany és égszínkék) az ikonfestés hagyományainak megfelelően jelképezi a Szentháromságot (Atya, Fiú és Szentlélek), ugyanakkor megegyezik Budapest zászlajának korábbi színeivel is. A logó alsó részén olvasható felirat színe Magyarország nemzeti színeinek felel meg.

## A Kongresszus missziós keresztje
Az Eucharisztikus Kongresszus missziós keresztje egy három méternél magasabb tölgyfakereszt, melyet honfoglalás kori motívumokkal díszített bronz borítás ékesít. Jelenleg húsznál is több ereklyét és a Szent kereszt egy darabját is tartalmazza, így a magyar szentek egyedülálló ereklyetartója. Alkotója Ozsvári Csaba ötvösművész.
A keresztet eredetileg 2007-re, a Budapesti Városmisszióra készítették, majd 2017-ben a magyar katolikus püspökök ad limina látogatása során Rómába is elvitték, hogy Ferenc pápa megáldja. 2018-ban a Világkongresszus előkészítéseként útnak indul a Kárpát-medencében, és bejárja a katolikus egyházmegyéket.

## A Kongresszus programja

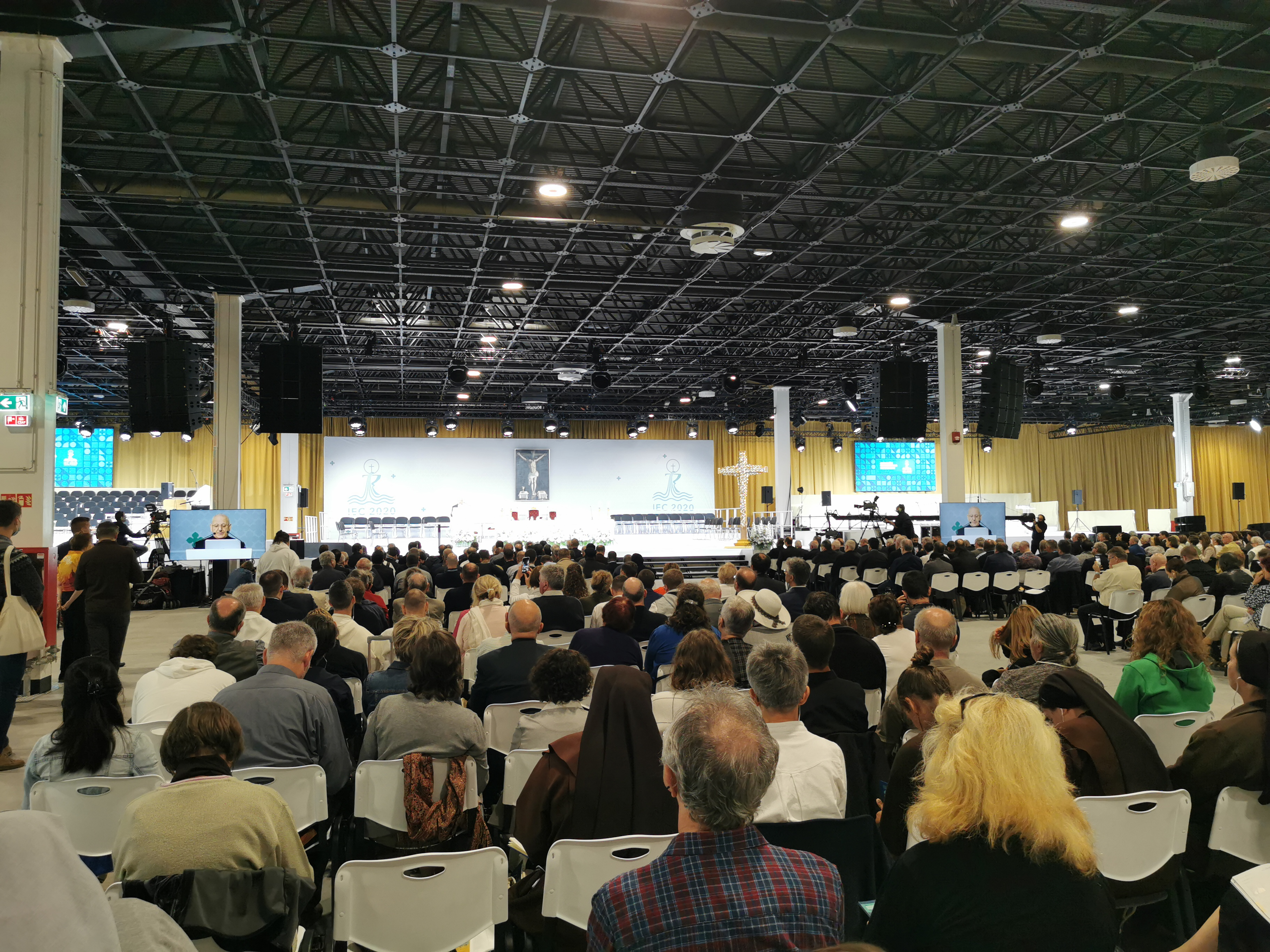
Louis Raphael Sako előadása a Hungexpón

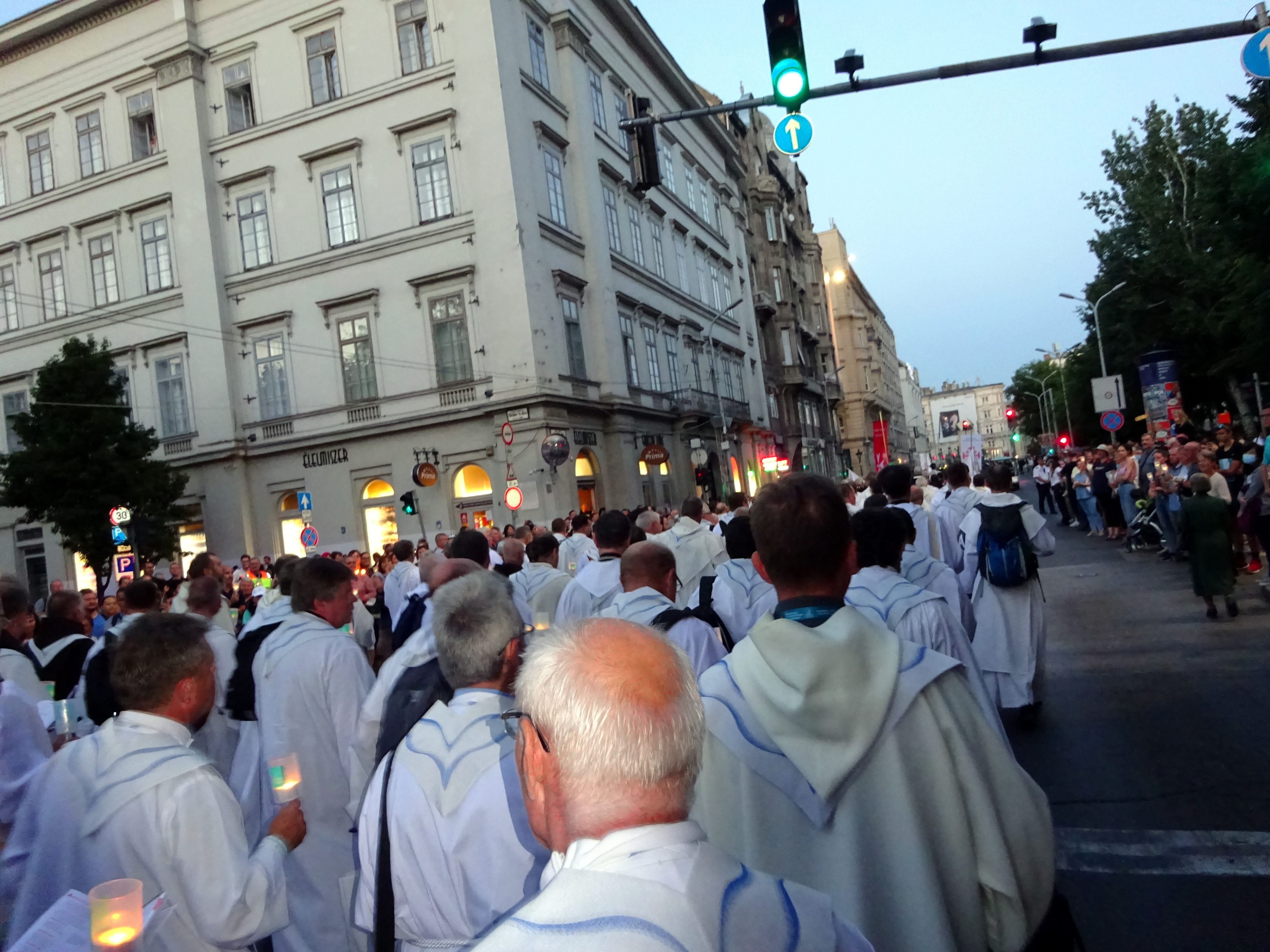
Eucharisztikus gyertyás körmenet a József Attila utcában

- 2021. szeptember 5. – Ünnepélyes megnyitó és szentmise elsőáldozással, a Hősök terén (a szentmise főcelebránsa Angelo Bagnasco)
- 2021. szeptember 6. – Reggeli ima, előadások, szentmise, fakultációk a Hungexpo területén – A Szent Efrém Férfikar koncertje a Pesti Vigadóban – Csík zenekar koncert az Erkel Színházban
- 2021. szeptember 7. – Reggeli ima, előadás, szentmise, fakultációk a Hungexpo területén – Előadás a Belvárosi Nagyboldogasszony Főplébánián
- 2021. szeptember 8. – Reggeli ima, előadások, fakultációk a Hungexpo területén – Szentmisék a Szent István-bazilikában (bizánci rítusú liturgia), a Páduai Szent Antal-plébániatemplomban, a Gazdagréti Szent Angyalok Plébánián, a Budapesti Magyar Szentek templomában (Lágymányoson), az Assisi Szent Ferenc-templomban, a Mátyás-templomban, a vízivárosi Szent Anna-templomban, a Belvárosi Nagyboldogasszony Főplébánián, a Városmajori Jézus szíve plébániatemplomban, a Budai ciszterci Szent Imre-templomban és az Árpád-házi Szent Erzsébet-plébániatemplomban – A 100 Tagú Cigányzenekar koncertje az Erkel Színházban
- 2021. szeptember 9. – Reggeli ima, előadások, szentmise, fakultációk a Hungexpo területén – Szentségimádás a Szent István-bazilikában – A Moszkvai Patriarchátus Kórus koncertje a Liszt Ferenc Zeneművészeti Egyetemen
- 2021. szeptember 10. – Reggeli ima, előadások (Áder János tanúságtétele), szentmise, fakultációk a Hungexpo területén – Ákos koncert és ForrásPont Ifjúsági est a Papp László Budapest Sportarénában
- 2021. szeptember 11. – Családi nap a Margit-szigeten – Szentmise a Kossuth téren, majd eucharisztikus gyertyás körmenet a Hősök teréig, záróáldás (a szentmise főcelebránsa Erdő Péter)
- 2021. szeptember 12. – Statio Orbis ünnepi zárómise a Hősök terén Ferenc pápa részvételével.[15][16] A szentmisén (az előző napi szentmiséhez hasonlóan) részt vett I. Bartholomaiosz konstantinápolyi pátriárka is. Ez volt az első alkalom, hogy Magyarországon egyszerre volt jelen a nyugati és a keleti egyház vezetője.